# Advena charon
Advena charon är en snäckart som beskrevs av Preston 1913. Advena charon ingår i släktet Advena och familjen Helicarionidae. IUCN kategoriserar arten globalt som starkt hotad. Inga underarter finns listade i Catalogue of Life.